# Ermita del Cristo de Valderrey
La ermita del Cristo de Valderrey es un templo ubicado en el municipio de Zamora (Castilla y León, España).

## Ubicación
Se encuentra situado a pocos kilómetros de la ciudad de Zamora, cerca del arroyo y bosque de Valorio, perteneciendo a la jurisdicción parroquial del Espíritu Santo.

## Historia
La documentación prueba su existencia en el siglo XIII, como el testamento del obispo zamorano Pedro II que, fechado el 25 de julio de 1302, cita la ermita de forma expresa.
La ermita del Santo Cristo de Valderrey está vinculada a los fenómenos ocurridos y celebrados en los finales del siglo XIII, con la Virgen de La Hiniesta y ese entramado donde la historia, el milagro y la leyenda constituyen un núcleo de trascendental importancia. Pasados los siglos, han configurado todo un calendario festivo, conmemorativo, de feliz recuerdo y de singular importancia.
Valderrey constituyó una referencia obligada de cara a la ciudad y en las ordenanzas municipales derivadas de las Cortes toledanas de 1480 en lo referente al vino, factor clave en esos momentos de la vida económica de la ciudad. Los Viñedos de Valderrey forman parte de la asignación que Alfonso III concede a la naciente ciudad y diócesis con su llegada al Duero en el 893. Junto a la ermita del Cristo de Valderrey hay tantas páginas de historia acumuladas que ahí quedan para ir pasándolas poco a poco en horas de ocio y de ansiedad histórica.

## Descripción
El edificio consta de una sola nave de forma rectangular, en el que se distingue una sacristía, salón y casa del ermitaño.
El humilde edificio, realizado en piedra de mampostería, sólo cuenta en su exterior con el adorno de un pequeño campanil. En su interior destaca su retablo mayor y la imagen del Cristo de Valderrey, crucificado del siglo XVI que generalmente se encuentra cubierto con un faldón.
Además, en la pradera existe un crucero que pudiera datar de la fecha de la construcción de la ermita, si bien ha sido remodelado hace pocos años. Así mismo existen en el lugar una cruz realizada en ladrillo visto y una fuente de moderna
ejecución.

## Festividad
Su festividad es celebrada el segundo domingo de Pascua, fecha en la que la ciudad de Zamora acude masivamente a la romería del Cristo de Valderrey, jornada en la que el crucificado es sacado en procesión hasta el puente de Croix del bosque de Valorio, procediéndose a la bendición de los campos y posterior fiesta familiar en la pradera, siempre que así lo permita la climatología.